# Tropidion pictipenne
Tropidion pictipenne är en skalbaggsart som först beskrevs av Martins 1962.  Tropidion pictipenne ingår i släktet Tropidion och familjen långhorningar.
Artens utbredningsområde är Paraguay. Inga underarter finns listade i Catalogue of Life.